# Карпология
Карполо́гия (от греч. καρπός — «плод» и λόγος — «слово», «учение») — раздел морфологии растений, предметом изучения которого являются форма, строение, классификация плодов и семян. 
В задачи карпологии входит исследование морфогенеза и онтогенеза плодов и семян, закономерностей их распространения, а также создание хорошо применимой на практике системы плодов и определителей плодов и семян.

## История
Разработка морфологической классификации плодов на основе консистенции околоплодника (сухие и сочные плоды) и количества семян в плоде (плоды односемянные и многосемянные) проводилась немецким ботаником Йозефом Гертнером (1732—1791) в фундаментальной работе «De Fructibus et Seminibus Plantarum» (1788—1791). В развитие этой классификации внесли вклад русские учёные, например, Христофор Яковлевич Гоби (1847—1919) и другие.

## Распространение плодов и семян
Раздел карпологии, изучающий закономерности распространения плодов и семян, называется карпоэкологией. В более широком смысле карпоэкология, или диаспорология — наука, изучающая закономерности распространения диаспор (как вегетативных, так и генеративных частей растения, естественным образом отделяющихся от него и служащих для размножения).
| |  |
| Слева — плод ландыша майского (Convallaria majalis), справа — плод брусники (Vaccinium vitis-idaea) |  |